# Lizha James
Elisa Lisete James Humbane, besser bekannt als Lizha James (geboren am 12. Dezember 1982 in Maputo, Mosambik), ist eine mosambikanische Sängerin und Model. Ihr Repertoire umfasst unter anderem Marrabenta, Ragga, R&B und Hip-Hop, aber auch Pop und Kizomba. Sie wird mit dem typisch mosambikanischen Stil des Dzukuta Pandza in Verbindung gebracht.

## Leben
James wurde 1982 als Tochter von Jaime James Humbane und Fernanda Madalena in Maputo geboren und begann schön früh, als Teil des Dienstes in der örtlichen Methodistenkirche, das Singen. Mit 14 Jahren änderte sich ihr Musikgeschmack grundlegend und sie begann als Frontfrau der Gruppe Electro Base auch House- und Electro-Titel zu singen. Ihre Karriere bekam einen Aufschwung, als sie sich dazu entschied solo zu performen und 2000 ihr erstes Album Watching You veröffentlichte. Zu diesem Zeitpunkt war sie 17 Jahre alt. Zwei Jahre danach begann sie, als Model für Coca-Cola, Sabco, Mcel, King Pie und andere Firmen zu arbeiten. James wurde bereits mehrmals als eine der schönsten Frauen Mosambiks ausgezeichnet.
2005 veröffentlichte James ihr zweites, sehr erfolgreiches Album Rainha do Ragga, das Hits wie 4 all ya enthielt. Mit dem Videoclip zu diesem Lied wurde sie 2006 bei den Channel O Music Video Awards als Best Female Video ausgezeichnet. Sie war in sechs Kategorien nominiert.
Sentimentos de Mulher erschien 2007 als drittes Album von Lizha James. Musikalisch entwickelte sich die Sängerin weiter. Das Album enthält eine Mischung aus Marrabenta und Ragga enthält. Beliebte Singles aus dem Album waren Songs wie Lutas Entre Familias und Aniguiri. 2007 erhielt sie den Channel O Music Video Awards für das beste Video in der Kategorie R&B und den Afro Music Channel Grammy für den besten Song mit dem Lied Nuna wa Mina. 2007 beteiligte sie sich an Channel Os Kampagne Young Gifted & Black.
Im Jahr 2008 wurde sie erneut mit den Channel O Music Video Awards für das beste weibliche Video für den Song Nita Mukuma Kwini ausgezeichnet.
Ab 2007 hatte Lizha mehrere Kollaborationen mit Sängern wie den südafrikanischen Sängern Mandoza, Loyiso und Kabelo. Im Jahr 2009 wurde sie für den Song Estilo xakhale als beste südafrikanische Künstlerin ausgezeichnet. Der Song war eine Zusammenarbeit mit den  Loyiso und Kabelo.
2010 nahm sie mit der brasilianischen Sängerin Alcione den Song És Meu für Teil 2 ihres Albums Sentimentos de Mulher auf. Für dasselbe Album nahm sie ihre Version des gefeierten mosambikanischen Songs Totte auf, einen Remix mit Jazzklängen von Jimmy Dludlu.
Im Jahr 2011 veröffentlichte Lizha Nandi We, ein Lied über häusliche Gewalt, und im selben Jahr Stop Trafico, ein von der US-Botschaft in Mosambik finanziertes Lied über Kinderhandel.
2011 veröffentlichte Lizha James ihre Single Gotta Move On, ein Lied, das eine Mischung aus Pandža, Kwaito, House und Dancehall ist.
James veröffentlichte weitere Singles wie  Filho Pródigo (2018), Ni Txati Mina (2019) und Mais Um Beijo (2020). Auf letzterem ist der südkoreanische Rapper G2 zu hören.

## Diskografie

### Alben
- 2000: Watching You
- 2005: Rainha do Ragga
- 2007: Sentimentos de Mulher
- 2010: Sentimentos de Mulher Part 2
- 2013: Feel My Love

### Singles
- 2019: Ni Txati Mina
- 2020: Mais um Beijo feat. G2
- 2020: Moral
- 2022: Fonte de Luz
- 2022: Tsunela Nkata
- 2024: Perfeito Imperfeito
- 2024: Narcisismo
- 2024: Mbilu Yami
- 2024: A Voz Do Povo